# Lillian Robinson
Lillian Sara Robinson (Nova York, 18 d'abril de 1941 - Montreal, 20 de setembre de 2006) fou una activista feminista marxista i escriptora jueva. Va dirigir el Simone de Beauvoir Institute i va ensenyar a la Concordia University de Montreal estudis de la dona fins que va morir. L'han descrit com a "revolucionària, marxista, i feminista...una estudiant activista".